# 007/ノー・タイム・トゥ・ダイ
『007／ノー・タイム・トゥ・ダイ』（原題: No Time to Die）は、2021年のイギリスとアメリカ合衆国の合作によるスパイアクション映画。イーオン・プロダクションズが製作する「ジェームズ・ボンド」シリーズの第25作目となる。
第94回アカデミー賞ではビリー・アイリッシュとフィニアス・オコネルがアカデミー歌曲賞を受賞。『スカイフォール』、『スペクター』に続く三作連続の受賞となった。
主演のダニエル・クレイグは、架空のイギリスMI6エージェントのジェームズ・ボンドを演じるのは5回目であり、本作品がクレイグ自身最後のボンド映画となり「ダニエル・クレイグの007を完結する」と語っている。監督はキャリー・ジョージ・フクナガ、脚本はニール・パーヴィス、ロバート・ウェイド、フクナガ、フィービー・ウォーラー＝ブリッジが務める。
レア・セドゥ、ベン・ウィショー、ナオミ・ハリス、ジェフリー・ライト、クリストフ・ヴァルツ、ロリー・キニア、レイフ・ファインズが前作の役柄を再演し、ラミ・マレック、ラシャーナ・リンチ、アナ・デ・アルマス、ダリ・ベンサーラ、ビリー・マグヌッセン、デヴィッド・デンシックが新キャラクターとして出演する。
企画開発は2016年に始まった。『ノー・タイム・トゥ・ダイ』は、『007 スペクター』（2015年）の公開後、ソニー・ピクチャーズの契約満了に伴い、国際配給権を獲得したユニバーサル・ピクチャーズが配給するシリーズ初の作品。メトロ・ゴールドウィン・メイヤー（MGM）の合弁会社であるユナイテッド・アーティスツ・リリーシングは、全世界のデジタルおよびテレビ放映権を含む北米の権利を保有している。また、ユニバーサルは、全世界での物理的な家庭用メディアでの発売権を有している。ダニー・ボイルは当初、監督と脚本をジョン・ホッジと共同で担当することになっていた。両者は2018年8月に創造性の違いから離脱し、その1カ月後にボイルの後任としてフクナガが発表された。キャストの大半は2019年4月までに契約していた。プリンシパルフォトグラフィーは2019年4月から10月まで、ワーキングタイトル『Bond 25』で行われた。最終的なタイトルは2019年8月に発表された。
ボイル監督の離脱とその後の新型コロナウイルスのパンデミックによる数回の延期の後、最終的にイギリスでは2021年9月30日、日本では10月1日、アメリカでは10月8日に公開された。

## ストーリー
少し過去の冬、ノルウェー。幼少期のマドレーヌ・スワンは自宅にいたところを、能面の男によって襲撃される。男はかつて、マドレーヌの父親でスペクターの一員でもあるミスター・ホワイトに、自身の家族を殺害されたという経緯があった。マドレーヌと同居していた母親は、無抵抗のまま彼によって殺害される。隠れていたマドレーヌは戸棚で拳銃を見つけ、男の不意をついてこれを射殺したかに思われたものの、男の身体を家の外に引きずり出している最中に男は息を吹き返す。結氷湖の上を逃げようとした彼女は足下の氷が割れて水中へ転落するが、男はなぜか彼女を救い上げる。
スペクターとの戦いの後、現役を退いたボンド（ダニエル・クレイグ）とマドレーヌ（レア・セドゥ）はイタリア・マテーラにて平穏な生活を送っていたが、マドレーヌは自らの過去をすべては明かせずにいた。それでも凶事を紙に書いて燃やすという現地の祭で、密かに紙に「能面の男（l'homme masqué）」と書いて火を点ける。ボンドは過去と決別するため、かつて愛したヴェスパー・リンドの墓を訪れたが、そこにスペクターの紋章が描かれた1枚の紙を見つけると直後に墓が爆発しボンドはダメージを負ってしまう。ホテルに残したマドレーヌの身を案じたボンドは、襲撃してきたスペクターの傭兵たちと交戦しながらもマドレーヌと合流する。傭兵の1人であるプリモ（ダリ・ベンサーラ）の発した言葉や、重犯罪者刑務所に収監中の元スペクター首領、ブロフェルドからの電話でマドレーヌの裏切りを疑いながらも、武装したアストンマーティン・DB5で追跡者たちを振り切る。ボンドは彼女への疑いを拭いきれず、到着した駅でマドレーヌ一人を列車に乗せて決別する。
5年後、ボンドはジャマイカでひとり穏やかな日々を過ごしていた。そんなある日、彼のもとを旧友でもあるCIAエージェントのフィリックス・ライター（ジェフリー・ライト）がアメリカ国務省のローガン・アッシュ（ビリー・マグヌッセン）を伴って訪れ、プリモたちに襲撃された研究所から誘拐されたというロシア出身の細菌学者ヴァルド・オブルチェフ（デヴィッド・デンシック）を救い出して欲しいと依頼するが、ボンドはそれを断り2人と別れる。住居に戻ろうとした矢先、車（ランドローバー・シリーズIII）のトラブルに見舞われて途方に暮れていたボンドは現地の女性に声を掛けられ、「ノーミ」（ラシャーナ・リンチ）と名乗った彼女のバイクで帰宅する。自宅につくと女は現地人の偽装を解き、ボンドに「私が今の007よ」と明かし、ボンドが余計なことをしないように牽制して出ていった。
翌日、ボンドはフィリックスの電話を鳴らす。フィリックスの指示でキューバに赴いたボンドはCIAエージェントであるパロマ（アナ・デ・アルマス）と合流、そこでスペクターの構成員全員が集うブロフェルドの誕生日パーティ会場に潜入する。そこでプリモの義眼を通してブロフェルドと対峙し、直前にオブルチェフが開発していたナノマシンで命を奪われそうになる。しかし、開発中にオブルチェフがデータを入れ替えていたことで、逆にスペクターの構成員だけが全員ナノマシンで命を奪われ、ボンドは命拾いする。その後はノーミがオブルチェフの身柄を一度は確保するも、パロマとの協力もあってボンドが彼を奪還し、フィリックスが待つ洋上の漁船に連れてくる。しかし、そこでオブルチェフとアッシュがとある組織の配下であることや、MI6の部長M（レイフ・ファインズ）がオブルチェフに「ヘラクレス計画」と呼ばれるナノマシンの開発を委ねていたことが判明する。さらに襲撃を受けてフィリックスが被弾し、ボンドとともに船内に閉じ込められる事態に陥る。ボンドは脱出に成功するもののフィリックスが命を落とし、アッシュとオブルチェフの逃亡を許してしまう。
ロンドンに戻ったボンドはアストンマーティン・V8 ヴァンテージ・サルーンをガレージから引っ張り出してMI6に向かい、Q（ベン・ウィショー）やマネーペニー（ナオミ・ハリス）の協力のもと情報を得る。そしてMとの会話において、ナノマシンの開発はもともと純粋に国防のためであったこと、オブルチェフにやましい点がなかったこと、この時点でスペクター唯一の生き残りであるブロフェルド（クリストフ・ヴァルツ）とボンドを接触させることの危険性に加え、ブロフェルド自身がマドレーヌ以外の相手との面会を断っている旨を聞かされる。
一方、マドレーヌが勤務する病院に「能面の男」ことリューツィファー・サフィン（ラミ・マレック）が、かつて彼女の銃弾で割られた能面を携えて訪れると、ナノマシンでブロフェルドを殺害するよう依頼する。その後、刑務所でマドレーヌとボンドが再会しブロフェルドとの面会に臨むも、マドレーヌはおびえて面会室から去ってしまい、ボンド1人でブロフェルドと対峙することとなる。そこでボンドは、マテーラでの出来事がボンドとマドレーヌを引き離すためのブロフェルドによる作戦であること、マドレーヌの秘密を知ることがボンドの死につながることをブロフェルドから聞かされるが、その後ボンドが掴みかかった際にヘラクレスに感染したことでブロフェルドは命を落とす。
マドレーヌが自分を裏切っていなかったことをブロフェルドから聞かされたボンドは、ノルウェーに向かいマドレーヌの自宅を訪れ、自分が今でも彼女を愛していることを告げる。そして2人は再び抱き合いキスをするが、2階から小さな女の子が現れる。マドレーヌは自分の娘マチルドだと告げる。マチルドはボンドと同じ青い目をしているが、マドレーヌはボンドの娘ではないと言いはる。マドレーヌは幼少期に起きた事件とサフィンについてボンドに語る。MI6と連絡をとっている中でボンドはサフィンの傭兵たちが自分たちの元へ向かっていることに気づく。ボンドはマドレーヌとマチルドを連れてその場を離れるも彼らに追いつかれ、森の中で交戦の末傭兵たちやアッシュを倒すが、マドレーヌとマチルドがヘリコプターでサフィンにさらわれてしまう。
ボンドが途方に暮れ歩いているところを、Qがつかんだアッシュの足取りを追っていたノーミが合流し飛行場までたどり着く。2人はMI6の面々の協力を得ながら、日本とロシアが領有を主張する島にあるサフィンの秘密基地へ向かう。島の地下には第二次世界大戦後に旧ソ連が軍事基地を築いていて、今はサフィンが占拠して毒物兵器工場として利用していた。ノーミは「どうせただの番号」だからと、007の番号をボンドに献上する。地下ではQ-DAR通信機が通じにくく、持参した爆薬の量が少ないといった問題を抱えつつも、ボンドたちは秘密基地に潜入。オブルチェフを退け、何とかマドレーヌとマチルドを救出したボンドはノーミに2人の身柄を託して脱出させ、そして世界を救うためには島の地下施設すべてを海軍のミサイルで破壊しなければならないとMに提言する。日露が領土紛争中の島で一体何をやっているのかと日本、ロシア、アメリカから詰問を受け、すでに外交問題に発展しつつある中でMはボンドの提言に難色を示すも、最後は付近に展開するイギリス海軍の45型駆逐艦「ドラゴン」に攻撃命令を下す。
ミサイルの攻撃を活かすには地上に設けられたハッチを開かなくてはならない。ひとり最上階のコントロールルームへ向かったボンドは傭兵たちを次々と退け、最後に対峙したプリモもQの特殊兵器で義眼を爆発させ倒す。コントロールルームにたどり着き旧ミサイルサイトのハッチをすべて開放したボンドは島を離れようとするが、途中マチルドが落としたぬいぐるみを見付けると相好を崩し、そっと拾い上げ大事そうに腰に携える。しかし、外へ出たボンドの目の前でさっき開けたはずのハッチが次々に閉じていく。呆然とするボンドを突然何者かが銃撃し、倒れ込むボンドの前にサフィンが現れる。負傷しながらも必死でサフィンと闘うボンドだが、その最中に、サフィンがオブルチェフに作らせたナノマシンに感染させられてしまう。サフィンを倒したボンドはミサイルが間近に迫る中で何かを悟り、最後にマドレーヌとの会話を望む。もう戻れないと告げるボンドに、マドレーヌは泣きながらマチルドの目はブルー（ボンドと同じ）よと言う。それを聞いたボンドは「わかってる（I know）」と優しく微笑む。そしてそこへイギリス海軍が放ったミサイルが降り注いだ。
後日、MI6ではM、Q、ノーミ、マネーペニー、タナーが集いボンドに献杯を行う。一方、マテーラではマドレーヌがボンドの形見であるヴァンテージ・サルーンを駆りながら、助手席のマチルドにボンドのことを語る。

## キャスト

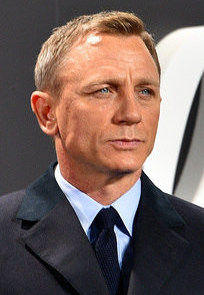
ボンドを演じるダニエル・クレイグ

ジェームズ・ボンド
演 - ダニエル・クレイグ、日本語吹替 - 藤真秀
主人公で元MI6エージェント。前作『007 スペクター』で現役を退きジャマイカに住むが、旧友のフィリックス・ライターのある依頼により現役復帰し、再び国際犯罪組織「スペクター」と対決する。
マドレーヌ・スワン
演 - レア・セドゥ、日本語吹替 - 園崎未恵
前作のボンドガール。『007 スペクター』で彼のミッションを支援した医師であり、ミスター・ホワイトの娘。家族を殺された復讐のため自宅に現れたサフィンに、母親を殺された過去を秘めている。
リューツィファー・サフィン
演 - ラミ・マレック、日本語吹替 - 中井和哉
本作品の悪役。スペクター配下のミスター・ホワイトに家族を殺害された過去を持つ。そのためスペクター一味をナノマシンで殲滅し、さらに世界をもナノマシンで攻撃しようとするテロリストのリーダー。
ノーミ
演 - ラシャーナ・リンチ、日本語吹替 - 斎賀みつき
ボンドの引退後しばらくして現役に就き、007番号が割り当てられた新しい00エージェント。ジャマイカでボンドと初めて顔を合わせる。
ギャレス・マロリー / M
演 - レイフ・ファインズ、日本語吹替 - 原康義
MI6部長。
Q
演 - ベン・ウィショー、日本語吹替 - 川本克彦
MI6の兵器開発課長。作中では同性と交際していることを匂わせるセリフがあり、性的少数者（クィア）の設定だと推測されている。
イヴ・マネーペニー
演 - ナオミ・ハリス、日本語吹替 - 杉本ゆう
Mの秘書でありボンドの仲間。
ビル・タナー
演 - ロリー・キニア、日本語吹替 - 白熊寛嗣
Mの補佐を務めるMI6の幕僚主任。
フィリックス・ライター
演 - ジェフリー・ライト、日本語吹替 - 石田圭祐
ボンドの旧友でありCIA局員。誘拐された科学者ヴァルド・オブルチェフの救出を依頼する。
ローガン・アッシュ
演 - ビリー・マグヌッセン、日本語吹替 - 浪川大輔
ボンドがオブルチェフを見つけるのを支援するために、「政治的」に割り当てられた国務省の役人。実はサフィンの一味。
エルンスト・スタヴロ・ブロフェルド
演 - クリストフ・ヴァルツ、日本語吹替 - 山路和弘
かつて巨大組織「スペクター」を束ねていた元首領。ボンドの義兄で因縁の相手でもある。彼の身柄は現在MI6の管理下に置かれ、重犯罪者刑務所に収容されているが、密かにスペクター組織との接触を保っている。本名はフランツ・オーベルハウザー。
ヴァルド・オブルチェフ
演 - デヴィッド・デンシック、日本語吹替 - 多田野曜平
サフィンに誘拐されたロシア出身の細菌学者。しかしサフィンの一味となる。
パロマ
演 - アナ・デ・アルマス、日本語吹替 - 水樹奈々
ボンドをキューバで支援する新人CIAエージェント。初の実戦のため少々テンションが高く酒を煽っている。ボンドにも心配されていたが、実戦では見事な格闘と射撃を披露してボンドを援護した。
プリモ
演 - ダリ・ベンサラ、日本語吹替 - 安元洋貴
ボンドがイタリア・マテーラのヴェスパーの墓を訪れた際、最初に遭遇したスペクターの傭兵。左目が義眼のため“サイクロプス”とも呼ばれている。
マチルド
演 - リサ＝ドラ・ソネット、日本語吹替 - 原語流用
マドレーヌの5歳になる娘。ボンドがマドレーヌの自宅を訪れた際に顔を出してボンドを驚かせた。自分と同じ青い瞳だったため、自分の娘かと思ったボンドに「あなたの娘じゃない」と言われた。だが、ボンドがマドレーヌと別れた直後に産まれた彼女とボンドの娘である。
サフィンに人質にされるが、噛みついてサフィンから逃げ出してマドレーヌとボンドに救われた。

## スタッフ
- 日本語字幕
  - 翻訳 - 戸田奈津子
  - 監修 - 酒井俊之[10]
- 日本語吹替版
  - 翻訳 - 松崎広幸[10]
  - 監修 - 酒井俊之[10]
  - 演出 - 鍛治谷功[10]
  - 日本語版制作 - 株式会社ニュージャパンフィルム[10]

## 音楽

### 主題歌
2020年1月15日にビリー・アイリッシュがシリーズ史上最年少で主題歌を提供することが007と本人のインスタグラムで発表された。
- ビリー・アイリッシュ - 「ノー・タイム・トゥ・ダイ（No Time To Die）」

### 挿入歌
- ルイ・アームストロング -「愛はすべてを越えて（We have all the time in the world）」

『女王陛下の007』の挿入歌。イギリスでは、この「愛はすべてを越えて」が1994年、『ミュージック・ウィーク』誌で、最高位3位を獲得している。

## 公開に至るまで
当初は2020年2月14日に全世界公開とアナウンスされていた。その後、イギリスでは同年4月3日、アメリカでは4月8日、日本では4月10日に公開予定とされていたが、新型コロナウイルスの感染拡大を受け、全世界で11月まで延期されることが決まり、さらに後日新たな公開予定日がイギリスは11月12日、日本は11月20日、アメリカは11月25日に決まっていた。しかし、同年10月には翌2021年4月まで再度延期されることが発表され、更に2021年1月には10月まで3度目の延期が発表された。

## 評価

### 興行成績
日本では、2021年10月1日から3日にかけての初日3日間で動員42万人、興行収入6億円を突破し、興行通信社の調査による全国映画動員ランキングで初登場第1位となった。また、イギリスの他全世界で順次公開され、初日3日間で興行収入1億1910万ドルを記録。新型コロナウイルス感染症拡大以降、中華人民共和国以外でアメリカ国外での興行収入が初めて1億ドルを超える快挙となった。さらに2021年10月8日に北米でも公開され、2021年10月8日から3日間にかけての初日3日間で興行収入が5522万5007ドルを記録し、初登場1位を獲得した。

### 批評家のレビュー
Rotten Tomatoesによれば、批評家の一致した見解は「『007/ノー・タイム・トゥ・ダイ』はダニエル・クレイグのシリーズ在職期間を満足のいくスタイルで締めくくっている。」であり、321件の評論のうち高評価は84%にあたる269件で、平均点は10点満点中7.4点となっている。また、一般観客による支持率は88%で「『007/ノー・タイム・トゥ・ダイ』はシリーズのファンが期待するアクションと興奮の全てをもってダニエル・クレイグのボンドに別れを告げている。」と評価されている。
Metacriticによれば、66件の評論のうち、高評価は42件、賛否混在は22件、低評価は2件で、平均点は100点満点中68点となっている。

## Blu-ray/DVD
NBCユニバーサルよりBlu-ray DiscとDVDが発売。
- Blu-ray
  - 007/ノー・タイム・トゥ・ダイ ブルーレイ+DVD (ボーナスブルーレイ付)　品番：GNXF-2718　発売日：2022年3月2日[23]
  - 007/ノー・タイム・トゥ・ダイ 4K Ultra HD+ブルーレイ (ボーナスブルーレイ付)　品番：GNXF-2719　発売日：2022年3月2日[23]
  - 007/ノー・タイム・トゥ・ダイ　品番：GNXF-2770　発売日：2022年10月7日
- DVD
  - 007/ノー・タイム・トゥ・ダイ　品番：GNBF-5708　発売日：2022年10月7日

ワーナー・ブラザース ホームエンターテイメントよりBlu-ray Discが発売。NBCユニバーサルが販売。
- Blu-ray
  - 007/ノー・タイム・トゥ・ダイ　品番：1000835186　発売日：2024年3月6日

2022年1月17日の発売日決定時点で、歴代の007シリーズ24作品と独立プロ製作の『ネバーセイ・ネバーアゲイン』の映像ソフトは、発売元がワーナー・ブラザース ホームエンターテイメント（以下WBHE）、販売元がNBCユニバーサルからリリースされているが、本作品はユニバーサル映画が2018年から2022年までMGM映画作品の北米地域以外の海外配給及び全世界における映像ソフト発売の権利を保有していた関係上、当初の発売・販売元はNBCユニバーサルとなっていた。その後、前述の権利がワーナー・ブラザースに移行したことにより、2024年3月に再発売された廉価版の発売元はWBHEに変更となった。
また、2022年2月10日からはソフト発売に先立ち、各種VODサービスで先行デジタル配信され、同年5月10日からは、製作のMGMスタジオを同年3月17日付で買収したAmazonの日本法人（Amazon.co.jp）が運営する定額制動画配信サービス・Amazon Prime Videoで独占配信公開を開始した。